# Wyspy Miyako
Wyspy Miyako (jap. 宮古列島 Miyako-rettō) – grupa japońskich wysp, należąca do archipelagu Riukiu, leżąca pomiędzy Okinawą a wyspami Yaeyama.

## Zamieszkałe wyspy
- Miyakojima
  - Ikema-jima (jap. 池間島)
  - Irabu-jima (jap. 伊良部島)
  - Kurima-jima (jap. 来間島)
  - Miyako-jima (jap. 宮古島)
  - Ōgami-jima (jap. 大神島)
  - Shimoji-shima (jap. 下地島)
- Tarama (Powiat Miyako)
  - Minna-jima (jap. 水納島)
  - Tarama-jima (jap. 多良間島)